# Džez gitara
Gitara je žičani instrument sa tipično 6 žica. Zvuk se proizvodi okidanjem žica desnom rukom dok se levom vrši pritisak na žice na vratu gitare čime se dobijaju različiti tonovi. Džez tip gitare je rođen kao rezultat korišćenja električnog pojačanja kojim se povećava volumen konvencionalne akustične gitare.
Zamišljena ranih 1930-ih, električna gitara postala je nužnost kada su džez muzičari želeli da pojačaju svoj zvuk. Neosporno, ni jedan drugi muzički instrument nije imao veći uticaj na to kako je muzika evoluirala od početka dvadesetog veka. Iako su najstarije gitare koje su korišćene u džezu akustične i akustične gitare se ponekad koriste u džezu, većina džez gitarista od 1940. godine, nastupala je na električno pojačanoj gitari ili električnoj gitari. Tradicionalno, džez gitaristi koristite archtop sa relativno šupljom zvučnom kutijom, sa f-rupama u violinskom stilu, i električnim magnetima.
Pojam džez gitara se može odnositi na vrstu gitare ili na različite stilove sviranja gitare u raznim žanrovima koji se obično nazivaju "džez". Džez ili džez-muzika (engl. jazz) je muzički stil nastao početkom 20. veka u Sjedinjenim Američkim Državama, te važi za jedini autohtono američki žanr. Džez je tokom XX. veka prošao kroz mnoge promene. Što se tiče samog porekla reči "džez" istoričari nisu saglasni. Prema raznim tumačenjima, termin je, s jedne strane nastao u buci barskih razgovora, a sa druge strane proizišao iz imena izvesnog Jasbo Browna. Ostali mu pripisuju čisto francusku etimologiju: jazz dolazi od reči "Jaser" (brbljati) - radi se o razgovoru, među instrumentima. Po antropologu Bomemanu "džez" ima čisto seksualno značenje i proizilazi iz jednog zapadnoafričkog dijalekta. Termin džez prihvaćen je 1917 kad je nastao i prvi snimak Original Dixieland Jazz Banda. Ploča je prodata u više od milion primeraka i emitovale su je brojne radio stanice.

## Istorija

### 1900 do sredine 1930-ih
Gudački, akordi i ritam mogli su se čuti u sastavima koji su uključivali vojne instrumente: kao što su saksofon, klarinet i bubnjevi, kao rani džez sastavi. Kako je akustična gitara postajala sve više popularan instrument u ranom 20. veku, stvaraoci gitara doneli su odluka da počnu sa izradom glasnijih gitara koje će biti korisne u različitim okruženjima.
Gibson L5, akustična archtop gitara prvi put je proizvedena 1923. godine i bila je prva džez gitara koju je koristio rani džez gitarista Eddie Lang. Do 1930, gitara je zamenila bendžo kao primarni instrument u džez muzici, jer se gitara može koristiti za glasovne akorde veće harmonijske složenosti, a imala je nešto više prigušen ton koji se može dobro kombinovati sa kontrabasom, koji je od tog vremena, gotovo u potpunosti zamenio tubu kao dominantan bas instrument u džez muzici.

### Kasnih 1930-1960-tih
Tokom kasnih 1930-ih i 1940-ih u zenitu big band džez i swing muzike – gitara je bila veoma važna u ritam sekciji. Neki gitaristi, kao Freddie Green iz Count Basie’s benda, razvio je specifičan stil gitarske pratnje. Neki od velikih bendova, medjutim, ističu pojačan gitarski solo, umesto do tada korišćene gitare u malom kombinovanom okviru. Najvažniji solisti na džez gitari ovog perioda uključuju virtuoza Django Reinhardt, Oscar Moor kroz Nat “King” Cole trio i Charlie Christian iz Benny Goodman-ovog benda, koji je imao veliki uticaj, uprkos njegovoj ranoj smrti u 25-oj godini.
Tek posle Drugog svetskog rata gitara je postala svestran instrument, koji je korišćen i u ritam sekciji kao melodijski instrument i kao solo improvizator. U rukama George Barnes, Kenny Burrell, Herb Ellis, Barney Kessel, Jimmy Raney i Tal Farlow, koji je stvorio jezik bebop, gitara je počela da se tretira kao "ozbiljan" džez instrument. Poboljšana električna gitara: poput Gibsona ES-175 (nastala 1949), dala je muzičarima veći izbor tonskih mogućnosti. U 1940 do 1960-ih, muzičarii, kao što su: Wes Montgomery, Joe Pass, i Jim Hall postavili su temelje onoga što je danas poznato kao džez gitarska svirka.

### 1970
Kao džez-rok fuzija pojavila se u ranim 1970-im a mnogi muzičari su se orijentisali na rok gitare. Ostali džez gitaristi, kao što su Grant Green i Wes Montgomery, okrenuli su se pop-orijentisanom stilu koji sjedinjava džez sa soulom. Mlađi džez muzičari prihvatili su popularne žanrove kao što su: električni bluz, rok, fank kako bi pridobili novu publiku. Gitarista u fuzijskog stilu spojili su post-bop harmonijski i melodijski jezik muzičara: kao što su John Coltrane, McCoy Tyner, Ornette Coleman i Miles Davis sa obično vrlo glasanim tonom kreiranim od strane legendarnog gitariste Eric Clapton-a koji je redefinisao zvuk gitare. 
Fjužn svirači kao što je John McLaughlin, majstor inovator koji je usvojio fluidni moćni i snažan zvuk rock gitarista: Claptona i Jimi Hendrixa. McLaughlin je majstor inovator, koji je sjedinio džez sa novim zvucima Claptona, Hendrixa, Becka i drugih. McLaughlin je kasnije stvorio Mahavisnhu orkestar, istorijski važan fjužn bend koji je svirao u prepunim salama u ranim 1970-im, a kao rezultat toga, proizveo u beskrajno potomstvo fjužn gitarista. Gitaristi: kao što su Pat Martino, Al Di Meola, Larry Coryell, John Abercrombie, John Scofield i Mike Stern, oblikovali su novi gitarski jezik koji je doneo džezu novu generaciju obožavaoca.

### 1980 - 2000
Do ranih 1980-ih, radikalni eksperimenti rane fuzije 1970-ih proizveli su smut džez (smooth jazz) . Gitarista Pat Metheny mešao je zvuke bluza, kantri muzike i "svetske" muzike, sa rokom i džezom na flat-top akustičnoj gitari i električnoj gitari sa blažim, više mekšim tonom poznatim kao “chorusing". Tokom 1980-ih, neo-tradicionalna škola džeza tražila je ponovno spajanje sa prošlošću. U skladu sa tim, mladi gitaristi toga doba, tražili su čist i jasan ton, a oni su često svirali tradicionalnu hollow-body arch-top gitaru bez elektroničkih efekata.
Svirači kao Bobby Broom, Peter Bernstein, Howard Alden, Russell Malone i Mark Whitfield oživeli su zvuke tradicionalne džez gitare. Do ranih 1990-ih mnogi mali nezavisni proizvodjači gitara počeli su sa izradom archtop gitare. U 2000-im, džez gitare će se i dalje menjati. Neki gitaristi praktikuju latinski džez uticaj, acid jazz stil, plesni klubovi koriste muzičke uzorke Wesa Montgomery -ja kao gitarista Bill Frisell.

## Modeli gitara

### "Archtop" gitare
Dok džez može da se svira na bilo kojoj vrstu gitare, od akustične do električne gitare kao što je Fender Stratocaster, velika archtop gitara je postala poznata kao prototipni džez model. Archtop gitare su akustične gitare s velikom rezonatorom, zaobljenim vrhom, f-rupama u stilu violine, imaju "plutajući most" i magnetne ili piezoelektrične pikapove. Rani majstori džez gitare su Gibson,Epiphone, D'Angelico i Stromberg.
Najranije gitare korišćene u džezu su akustične, kasnije zamijenjene tipičnom električnom konfiguracijom dvaju hambaking pikapova. 1990tih postojao je trend među džez gitarista ka akustičnim archtop gitarama sa plivajućim pikapovima. Archtop gitare mogu biti masovno proizvedene: kao što je Ibanez Artcore serija, ili ručni rad kao što je Robert Benedetto.

### Ostale gitare
- Selmer-Maccaferri gitare svirao je Django Reinhardt.
- Gitara sa najlon zicama povezana sa Latin džezom, na primer svirali su je gitaristi Charlie Byrd i Laurindo Almeida.
- Flat-top Ovation gitare je koristio John McLaughlin , Larry Coryell i Al Di Meola.
- Solid-body električne gitare koriste se u Džez-rocku, na primer Bill Frisell i Stanley Jordan. Telecaster je korsito Ed Bickert i Ted Greene.
- Sintisajzer gitare avangardni džez, Allsan Holdsworth i Pat Metheny.
- Gitare sa sedam žica je koristio George van Eps, Lenny Breau, Bucky Pizzarelli i Howard Alden.[5]

## Uloga gitare u džezu

### Big bend ritam
U džez big bandovima, popularnim tokom 1930-ih i 1940-ih, gitaristi su smatrani sastavnim delom ritam sekcije (gitara, bubnjevi i bas). Oni su obično svirali akorde sa izostavljenim basovim tonom, svirali su samo tercu i septimu akorda, dok je ritmička pratnja bila jednostavna, obično su svirali svaku četvrtinu u taktu.Freddie Green, gitarista u Count Basie orekstru, bio je istaknuti predstavnik ovog stila.

### Mali bend
U malim bendovima džez gitara ima više prostora za improvizaciju. Ako u bendu nema klavira, gitarista nema potrebu za prilagođavanjem, već u ovom slučaju određuje harmonijsku pratnju u bendu. Može da koriste sve što mu je potrebno, različite akordske substitucije, inevrzije akorda, da izostavlja tonove. Glavna uloga mu je da što bolje ritmički i harmonski podrži solistu i da se što bolje uklopi sa ostatkom ritam sekcije. Kada u bendu postoji klavir, gitara moze da ima samo solističku ulogu, a može i po potrebi da svira rifove ili akorde sa malo tonova, a da pritom vodi računa da ne smeta klavirsti, već da svirku ulepša.

### Pratnja pevača
Gitara može i veoma često ima ulogu solo pratnje pevača. Ove daje još veću slobodu gitaristi, jer on predstavlja i odredjuje i ritam i harmonsku podlogu pevačici. Ovo je najzahtevniji način svirke za gitariste i najkreativniji. Gitara ima velike harmonske mogućnosti, tako da je moguće odsvirati i odpratiti pevačicu na razne načine.

### Solo gitara
Gitara se može svirati i solo, gde gitarista ima glavnu ulogu. Obično su to obrade melodija džez standarda, korišćenje reharmonizacije na razne načine , ubacivanjem melodijskih pasaža izmedju akorada, kao i smišljanje uvodnih delova kao i krajeva pesama. Ovaj način svira na gitari posebno je popularizovao gitarista Joe Pass.

## Način sviranja

### Ritam
Ritam u džezu je veoma specifičan i za razliku od klasine muzike, ovde se radi o ritmu koji svinguje, nije marševski, već vuče slušaoca na pokret. Obično su standardi izvode u 3/4 i 4/4 ritmu. Džez je triolska muzika, tako da svaka nota mora da ima triolski filing.

### Harmonija
Džez harmonija može izgledati prilično jednostavno ali je u stvari prilično složena. Džez se sastoji od stalne tenzije i razrešenja akorda, pa tako imamo konstantne brze modulacije u različite tonalitete, korišćenjem drugog i petog akorda u lestvici, subdominante i dominante tonaliteta. Džez muzičari se koriste različitim substitucijama i akordskim inverzijama da bi oplemenili i dali određenei prizvuk svakom džez standardu.

### Melodija
Melodija je prilično jednosavna, preuzeta iz starih brodvejskih pesama ili muzike iz filmova. Melodija je osnova harmonije, tako da se džez muzicari uvek vode melodijom pesme dok improvizuju.

## Literatura
- The Guitar, in: Joachim-Ernst Berendt The Jazz Book, Lawrence Hill & Company, New York
- R., Ken (2012). DOG EAR Tritone Substitution for Jazz Guitar, Amazon Digital Services, Inc., DOG EAR Tritone Substitution for Jazz Guitar. ASIN B008FRWNIW.

## Spoljašnje veze
- http://www.jazzguitar.com/
- http://www.jazzstandards.com/theory/overview.htm
- http://www.allmusic.com/album/jazz-guitar-mw0000651636